# Abbaye Saint-Florent de Saumur
Saint-Florent de Saumur, Saint-Florent lès Saumur ou encore Saint-Florent-le-Jeune est une abbaye bénédictine d'Anjou fondée au XIe siècle à proximité de Saumur. Elle est l'héritière de l'abbaye de Saint-Florent le Vieil ou du Mont-Glonne qui a été abandonnée par ses moines lors des incursions des Vikings.
À la suite de son abandon à la Révolution, la plupart des bâtiments conventuels ont été détruits au XIXe siècle. Les vestiges subsistants ont été classés au titre des monuments historiques en 1964 et en 1973.

## Historique

### Fondation de Saint-Florent à Saumur
La légende, reprise par Célestin Port dans son dictionnaire, veut que le moine Absalon soit revenu en Anjou avec les reliques de son saint patron. Il les avait auparavant subtilisées aux moines de Tournus. Il s’arrêta et trouva refuge dans une cave, au bord de la Loire, dans le pays absolument déserté que dominait le château primitif de Saumur, appartenant alors au comte de Blois, Thibault Ier. Celui-ci, averti de la présence du moine, l’autorisa à s’établir avec son trésor et un petit groupe de religieux dans l’enceinte même du château. Il appela aussi de Fleury-sur-Loire une colonie de douze moines bénédictins. Il obtint de l’abbaye de Tournus la restitution des vases sacrés et une partie des livres et chartes du Mont-Glonne.
Hélie, le premier compagnon d’Absalon, reçut la direction suprême de l’œuvre nouvelle et put dès le 2 mai 950 assister à la consécration de la basilique. Un « splendide » cloître fut ajouté au monastère. Cette histoire bien que probablement erronée contient des éléments de vraisemblance. En effet, la communauté, après une centaine d’années de disparition, ne réoccupe pas le site primitif du Mont-Glonne, mais le castrum de la ville de Saumur, alors sur les terres de Thibault de Blois. La réinstallation a lieu entre 937 et 958 avec la fondation d’une nouvelle église abbatiale. Le territoire du Mont-Glonne, dorénavant Saint-Florent-le-Vieil, est conservé par la nouvelle fondation de Saumur mais devient une dépendance et non plus la maison-mère. Il disposera tout de même d’un statut spécial.
En 1026, le comte d'Anjou, Foulques Nerra, prit la ville et le château. Les moines refusèrent absolument de s’établir à l’emplacement qui leur était offert à Angers.
En 1070, Guillaume, abbé de Saint-Florent de Saumur, reçoit de l'évêque Geoffroy de Boulogne, l'église du village ainsi que celles de Gometz-la-Ville et Gometz-le-Châtel.

### Installation hors la ville
La prise de la ville contraint les moines à s’installer sur la rive gauche du Thouet, à proximité de la confluence de cette rivière avec la Loire. Cela se situe sur le territoire de la villa de Verrie appartenant déjà à la communauté. Après toutes ces péripéties, depuis le IVe siècle, la seconde moitié du XIe siècle inaugure une période d’expansion pour la jeune abbaye. Elle prend le nom de Saint-Florent-lès-Saumur, par opposition à Saint-Florent-du-Château (de Saumur). Laissés libres, les moines allèrent se fixer dans un de leurs anciens domaines, acquis dès 849, près de l’église Saint-Hilaire-des-Grottes. Six d’entre eux obtinrent même de rentrer dans le château de Saumur reconstruit et d’y édifier une modeste chapelle, que consacra l’évêque d’Angers.

### Les troubles de la fin du Moyen Âge
La guerre de Cent Ans transforme l'abbaye en une véritable forteresse, que visitent tour à tour les bandes. Les religieux montent la garde et des lettres royaux du 24 novembre 1369 obligent tous les habitants de la turcie sur la rive droite à  
venir y faire le guet nuit et jour. Les abbés Jean et Louis du Bellay réparent les ruines, reconstruisent église et couvent ; mais une misère plus grande s'introduit bientôt après eux avec la commende. Les prieurés tombent aux mains de séculiers ou « de religieux qui ne valaient pas mieux », dit D. Huynes, même d'hérétiques ; et les chapelles des obédiences désertes sont transformées en greniers ou en écuries. À l'abbaye même le désordre est complet et s'envenime de procédures entre abbés et religieux.

### La translation des reliques de saint Florent
En 1475, menacé par le débarquement prévu de l'armée anglaise, le roi Louis XI effectuait une longue campagne en Picardie et en Normandie. Au début du mois de mai, il a par hasard découvert le corps de saint Florent dans l'église Saint-Georges de Roye. En terminant définitivement la guerre de Cent Ans en août (le traité de Picquigny), le roi a regagné Tours le 24 novembre, après 16 mois d'absence. Son premier voyage après cette rentrée fut un pèlerinage vers Saint-Florent de Saumur, effectué le 7 décembre. Le départ était exceptionnel, car le roi n'a pas quitté Tours jusqu'au 10 février 1476, sauf ce pèlerinage. 
Par ordre du roi, la translation des reliques a été achevée en 1480, de la collégiale de Roye à Saumur, alors qu'après sa mort, les chanoines de Roye ont pu en récupérer partiellement selon leur volonté.

### L'abbaye dans les guerres de Religion
Le lundi de Pâques 1562 un cordelier, qui y prêche dans l'église abbatiale est grossièrement injurié et menacé de mort par les fermiers mêmes. Quelques jours après, le 15 mai, le couvent est envahi par le lieutenant Bourneau, de Saumur, avec divers officiers royaux et une bande huguenote, qui mettent la maison et l'église au pillage, s'habillent en prêtres, « huant et braiant comme des asnes », brisent les châsses, les autels et font brûler les reliques, l'orgue, les boiseries. Les religieux se réfugient où ils peuvent, jusqu'à l'occupation de Saumur par Montpensier; et malgré les gardes, organisées de nouveau par 
lettres royaux du 12 octobre 1567, l'abbaye est prise de vive force le 3 janvier 1569 par les huguenots et encore en avril 1576, sans que Puygaillard puisse lui porter secours. Une garnison royale occupe pourtant la place en 1585, encore en 1593, aux frais des religieux. La paix revenue, toute règle est brisée et la vie commune même presque délaissée. L'évêque Claude de Rueil, qui veut restaurer la discipline, constate dans une visite et malgré les moines, les 19-21 avril 1657, l'état d'abandon du tabernacle, des autels, des châsses, «aussi sales «que le tabernacle. […], l'église toute remplie d'araignées…, décarrelée, sans crucifix, sans « orgues, sans confessionnaux, sans drap mortuaire; -~ la Bibliothèque, nous la visitâmes à point, car il n'y en a point. » Le règlement qu'il rédigea pour les religieux fut rejeté par eux. Ils préférèrent passer traité (31 octobre 1637) avec la nouvelle congrégation de Saint-Maur.

### Le rattachement mauriste
L'introduction de Saint-Maur dans la maison fut faite à charge d'être payés d'une pension viagère. On y comptait encore de 32 à 
35 000 livres de revenus dont 12 000 au profit de l'abbé. Mais de 36 religieux qui y vivaient avant la Réforme, le nombre s'était réduit à 10 ou 12 dès le temps où écrivait Roger, par « l'affection qu'ils ont, dit-il, de thésauriser ». Les revenus en 1790 se montaient à 60 813 livres en argent, 3 644 boisseaux de grains, 100 de fèves, 192 barriques de vin, 25 charretées de foin, 100 aunes de toile, le tout réduit par les charges à 36 490 livres. Onze religieux y résidaient encore dont six n'avaient pas trente ans, un septième, trente-deux ans ; trois réclamèrent leur liberté, parmi lesquels le cellérier D. René Joubert, âgé 
de 63 ans. Les autres réservèrent leur décision. — Il y existait à cette époque une bibliothèque de 6 000 volumes, et 5 Hss.

### Une fin dans le tumulte révolutionnaire
A la Révolution, l'abbaye est supprimée et les douze derniers moines quittent la vie conventuelle.
Le bourg qui était né autour de l'abbaye devient une commune qui, en 1794, est réunie à sa voisine (Saint-Hilaire) pour donner naissance à Saint-Hilaire-Saint-Florent.
L'ancienne abbatiale et la plupart des bâtiments sont détruits sous l'Empire. Il ne reste de l'église que le narthex, ainsi que la crypte dans laquelle la restauration est en cours par la ville de Saumur et la Fondation du Patrimoine.

## Bâtiments et Architecture

### Église abbatiale
La construction de la première église abbatiale a débuté au début du XIe siècle, à partir de 1026. Le 15 octobre 1041, on en célèbre la dédicace, mais les travaux se poursuivent encore jusque dans la seconde moitié du XIe siècle. L'église est reconstruite dès le XIIe siècle, sauf la crypte et le chœur. La nef, longue de sept travées, flanquée de collatéraux, est sans doute voûtée en berceau brisé. Un clocher s’élève à la croisée du transept. Le chœur du XIe siècle est entouré d’un déambulatoire. Les dimensions de l’édifice sont impressionnantes : 75 m de long et 21 m de large. 
Déclarée bien national en 1790, l’abbaye est divisée en trois lots vendus à différents propriétaires. Les bâtiments principaux (abbatiale, bâtiments conventuels) restent la propriété de l’État et sont, un temps, transformés en hôpital pour les militaires atteints de la gale. En 1803, ils deviennent une « sénatorerie », lieu de résidence du sénateur Louis-Nicolas Lemercier. En 1806, celui-ci demande à l’ingénieur Charles-Marie Normand, chargé de l’aménagement des lieux, de démolir l’abbatiale, afin de dégager la vue sur la vallée. Il n’en sauve que le porche et la crypte.

## Abbés et personnalités de Saint-Florent lès Saumur
- 1120  - Anger et Brient, moines de l'Abbaye, présent à la rédaction de l'acte de donation et de fondation du prieuré Saint-Nicolas de Castennec, rédigé dans le cloître du prieuré Saint-Martin de Josselin.

## Prieurés

### Angleterre
- Saint-Pierre de Sele (diocèse de Chichester) : ce prieuré est installé à Upper Beeding et a été fondé par Guillaume de Briouze. Si l'on en croit l'Histoire de Saint-Florent de dom Huynes, Guillaume de Briouze aurait confié au prieuré l'église de Beeding et une série de dîmes dans la région. Les biens de ce prieuré ont été transférés à un collège au XVIe siècle[9].
- Monmouth (diocèse d'Hereford, pays de Galles) : ce prieuré est le plus important de Saint-Florent outre-Manche. Il a été fondé par un certain Guihenoc au XIe siècle, la fondation étant confirmée par Guillaume le Conquérant[10].
- Andover : Guillaume le Conquérant donna cette église à Saint Florent, avec les dîmes et toutes les autres possessions qui lui appartenaient auparavant[11]. Il est dissous en 1414.

### France (diocèse d'Ancien Régime)
- Diocèse d'Angers[12] : Allonnes (Maine-et-Loire), Anetz, Ballée (Mayenne), uni au prieuré à Saint-Ellier du Maine dépendant de l'Esvière d'Angers, Champtocé-sur-Loire, Chênehutte, Dampierre-sur-Loire, Dénezé-sous-Doué, Distré, Le Boumois, Saint-Jean d'Herbaud à Louresse-Rochemenier, Saint-Florent du château de Saumur, uni à la chambrerie en 1333.
- Diocèse d'Angoulême : La Rochefoucauld, avec la cure Saint-Caprais d'Agris, uni à la collégiale de la ville en 1744 [13], Jauldes, vicairerie de Lavaure, Saint-Silvestre de Saint-Sauveur à Marthon, donné à Saint-Florent avant 1184, Saint-Surin de Châteauneuf-sur-Charente fondé au XIIe siècle par l'évêque d'Angoulême Girard II
- Diocèse de Bazas : Saint-André de Pellegrue
- Diocèse de Bordeaux : Castillon-la-Bataille, détruit pendant les guerres de Religion
- Diocèse de Bourges : Saint-Gondon[14]
- Diocèse de Dol: L'Abbaye-sous-Dol
- Diocèse de La Rochelle : La Fosse à proximité de La Rochelle, donnée par les seigneurs de Montreuil-Bellay en 1064, Le Pin (Deux-Sèvres), Montilliers, fondé en 1026, Saint-Clémentin, Trémentines, donné par les seigneurs de Maulévrier
- Diocèse de Luçon : Saint-Nicolas de La Chaize-le-Vicomte, donné en 1080 par Aimeri vicomte de Thouars, Legé, Saint-Florent à Saint-Michel-en-l'Herm
- Diocèse du Mans : Saints Gervais et Protais de Cossé-le-Vivien, fondé au XIIe siècle par Raoul de Laast, Couptrain
- Diocèse de Nantes : Bonnœuvre, Escoublac, La Rouxière, Maumusson, La Meilleraye-de-Bretagne, Moisdon-la-Rivière, Nozay, Saint-Julien-de-Concelles, Saint-Julien-de-Vouvantes
- Diocèse de Vannes : Saint-Nicolas-des-Eaux ou Saint-Nicolas-de-Castennec fondé en 1120, la paroisse était dépendante du  doyenné de Porhoët
- Diocèse de Paris : Saint-Rémy-lès-Chevreuse, Bruyères-le-Châtel, d'abord abbaye de femmes fondées en 670, elle est détruite par les Normands et le prieuré est rétabli par Saint-Florent en 1070. Le prieuré est ensuite uni à celui de la Saussaye, Deuil, donnée en 1060 par Hervé de Montmorency, Gometz-le-Châtel, donné vers 1070 par l'évêque de Paris, Geoffroy, Gonesse, prieuré dépendant de celui de Deuil, donne par Henri de Montmorency, La Saussaye
- Diocèse de Périgueux : Saint-Martin de Bergerac, Bretenord, avant 1081, uni avec celui de Montcarret, Montcarret
- Diocèse de Poitiers : La Couture d'Argenson, fondé en 1059 par Guy de la Rochefoucauld, Longré, prieuré uni à Saint-Florent, Lussac, prieuré de La Rochefoucauld uni au chapitre de La Rochefoucauld en 1747
- Diocèse de Rennes : Brégain paroisse de La Boussac[15], Chasné, Châtillon-en-Vendelais, Izé, Livré-sur-Changeon, Romazy, Saint-Brice-en-Coglès, Prieuré Saint-Colomban de la Mare, avant 1245, rétrocédé à l'Abbaye Notre-Dame du Tronchet après cette date[16], Saint-Jean-sur-Couesnon, Saint-Suliac, Tremblay, Tremeheuc
- Diocèse de Saint-Malo : La Sainte Trinité de Combourg
- Diocèse de Saintes : Bougneau, d'abord prieuré de Baignes puis de Saint-Florent à partir de 1090
- Diocèse de Sées : Briouze, fondé par Guillaume de Briouze

## Cures à la collation de l'abbé de Saint-Florent
- Diocèse d'Angers : Allonnes, Champtocé-sur-Loire, Chênehutte, Dénezé-sous-Doué, Distré, Gonnord, Les Ulmes, Meigné, Rest à Montsoreau, Saint-Barthélémy de Saint-Florent, Saint-Ellier, Saint-Georges-sur-Layon, Saint-Georges-des-Sept-Voies, Saint-Hilaire de l'abbaye, Saint-Lambert-des-Levées, Saint-Martin-de-la-Place, Saumur : Notre-Dame de Nantilly, Saint-Florent du château, Thouarcé
- Diocèse du Mans : Gastines[17] (aujourd'hui diocèse de Laval).

Les cures suivantes ne se situaient dans aucun diocèse car elles se trouvaient dans le territoire exempt de Saint-Florent le Vieil et ne dépendaient que de l'abbé de Saint-Florent et du Pape.
- Botz-en-Mauges
- La Boissière-sur-Èvre
- La Chapelle-Saint-Florent
- Le Marillais
- Saint-Pierre de Saint-Florent-le-Vieil
- Saint-Laurent-du-Mottay

## Nécrologe
Conservé, il nous renseigne sur les jours et mois de décès de certains abbés d'autres abbayes sans préciser toujours les années de l'événement (ex. Pierre Mahé, abbé de l'abbaye Notre-Dame du Tronchet, décédé le 26 août).